# German-American Bund
Il German-American Bund fu un movimento di ispirazione nazista organizzatosi negli Stati Uniti d'America a partire dal 1933, principalmente negli ambienti della comunità dei tedeschi americani; finanziariamente sostenuto dal governo della Germania nazista, il movimento era incaricato di propagandare gli ideali del nazismo negli Stati Uniti.
Nel 1939 il movimento poteva contare su circa 20.000 membri, ma dopo varie inchieste giudiziarie a carico dei suoi dirigenti conobbe un rapido declino e fu infine sciolto dopo l'ingresso degli Stati Uniti nella seconda guerra mondiale.

## Storia

### Amici della Nuova Germania
Nel maggio 1933, il vice nazista Führer Rudolf Hess diede all'immigrato tedesco e membro del partito nazista tedesco Heinz Spanknöbel l'autorità di formare un'organizzazione nazista americana. Poco dopo, con l'aiuto del console tedesco a New York City, Spanknöbel creò gli Amici della Nuova Germania fondendo due organizzazioni più vecchie negli Stati Uniti, Gau-USA e la Free Society of Teutonia, che erano entrambi piccoli gruppi con solo poche centinaia di membri ciascuno. Il FoNG aveva sede a New York City ma aveva una forte presenza a Chicago. I membri maschili indossavano un'uniforme, una camicia bianca, pantaloni neri e un cappello nero ornato da un simbolo rosso. I membri femminili indossavano una camicetta bianca e una gonna nera.
L'organizzazione guidata da Spanknöbel era apertamente filo-nazista e si impegnava in attività come l'assalto al New Yorker Staats-Zeitung in lingua tedesca e la richiesta di pubblicare articoli filo-nazisti e l'infiltrazione in altre organizzazioni non politiche tedesco-americane. Una delle prime iniziative degli Amici fu quella di utilizzare la propaganda per contrastare il boicottaggio ebraico delle merci tedesche, iniziato nel marzo 1933 come protesta contro l'antisemitismo nazista.
In una battaglia interna per il controllo degli Amici, Spanknöbel fu estromesso come leader e successivamente fu deportato nell'ottobre 1933 perché non si era registrato come agente straniero (foreign agent, ossia come qualsiasi persona o entità che svolge attivamente gli interessi di un committente straniero mentre si trova in un altro paese ospitante, generalmente al di fuori delle tutele offerte a coloro che lavorano nella loro veste ufficiale per una missione diplomatica).
Allo stesso tempo, il membro del Congresso Samuel Dickstein, presidente del Comitato per la naturalizzazione e l'immigrazione, è venuto a conoscenza del numero considerevole di stranieri che entravano legalmente e illegalmente nel paese e vi risiedevano, e del crescente antisemitismo insieme a grandi quantità di letteratura antisemita che veniva distribuita nel paese. Ciò lo ha portato a indagare in modo indipendente sulle attività di gruppi nazisti e fascisti, portando alla formazione della Commissione speciale per le attività antiamericane che era autorizzato a indagare sulle attività di propaganda nazista e su alcune altre attività di propaganda. Per tutto il resto del 1934, la Commissione condusse udienze, portando davanti a sé la maggior parte delle figure di spicco del movimento fascista americano. L'indagine di Dickstein concluse che gli Amici rappresentavano un ramo del partito nazista del dittatore tedesco Adolf Hitler negli Stati Uniti.
L'organizzazione è esistita fino alla metà degli anni '30, sebbene sia sempre rimasta piccola, con un numero di membri compreso tra 5.000 e 10.000, composto principalmente da cittadini tedeschi che vivevano negli Stati Uniti ed emigranti tedeschi che erano diventati cittadini solo di recente. Nel dicembre 1935, Rudolf Hess ordinò a tutti i cittadini tedeschi di lasciare il FoNG e tutti i suoi leader furono richiamati in Germania.

### Le attività del Bund

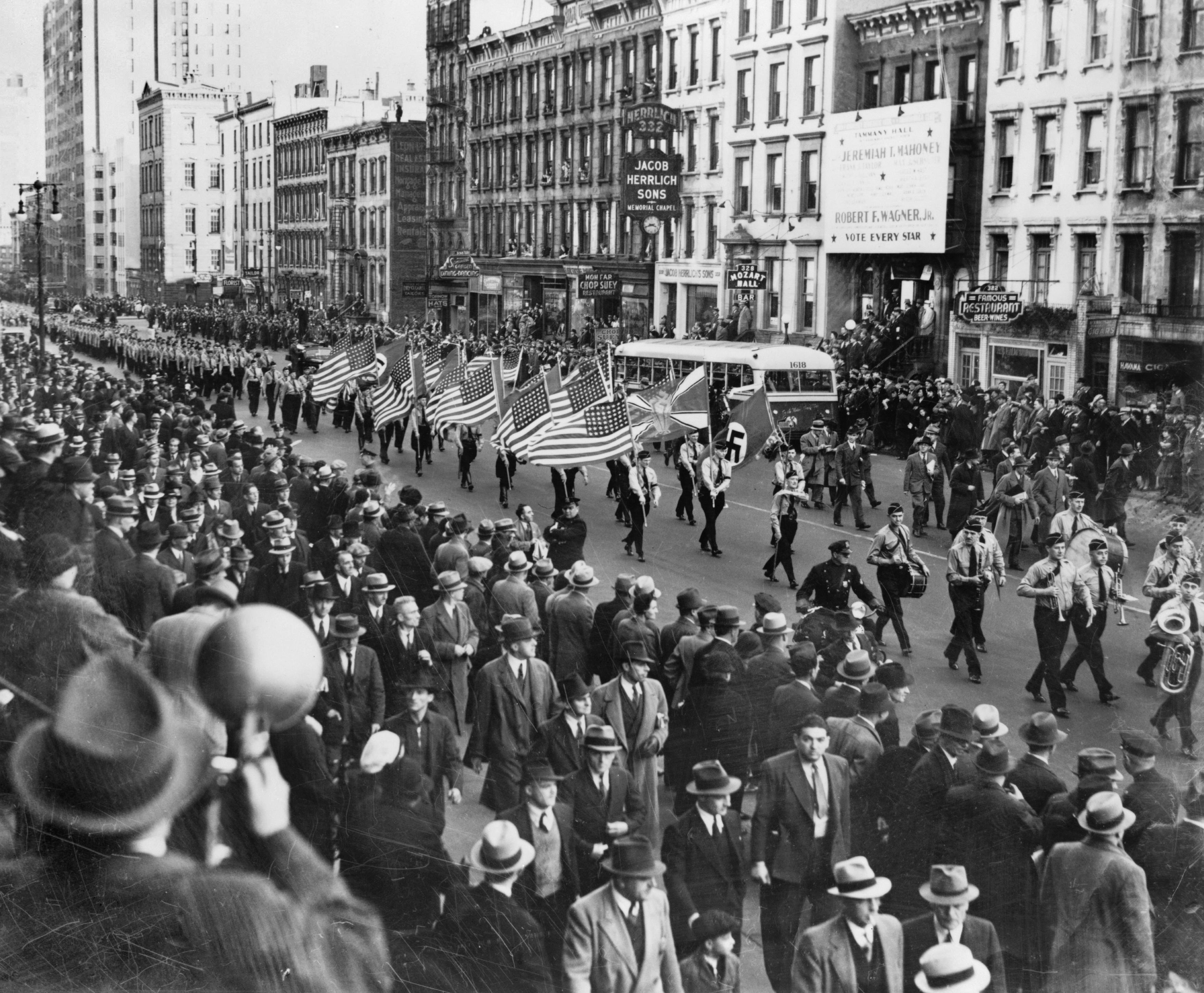
Sfilata del German-American Bund sulla East 86th St., New York City, 30 ottobre 1939.

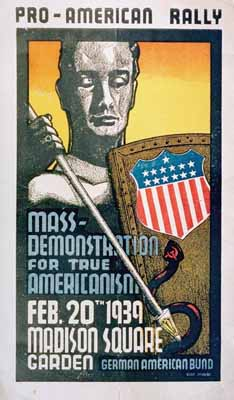
Manifesto del raduno German-American Bund al Madison Square Garden, 20 febbraio 1939.

Un Sowilo sulla bandiera dell'organizzazione giovanile del Bund.

Il 19 marzo 1936, il German-American Bund fu istituito come organizzazione di follow-up per gli Amici della Nuova Germania a Buffalo, New York. Il Bund elesse un cittadino americano di origine tedesca, Fritz Julius Kuhn, come suo leader (Bundesführer). Kuhn era un veterano perché prestò servizio nella fanteria bavarese durante la prima guerra mondiale ed era anche un Alter Kämpfer (vecchio combattente) per il partito nazista a cui fu concessa la cittadinanza americana nel 1934. Kuhn era inizialmente efficace come leader perché era in grado di unire l'organizzazione ed espandere i suoi membri, ma in seguito finì semplicemente per essere visto come un truffatore incompetente e un bugiardo.
La struttura amministrativa del Bund imitava la suddivisione amministrativa regionale del partito nazista. Il German-American Bund divideva gli Stati Uniti in tre Gaue: Gau Ost (Est), Gau West e Gau Midwest. Insieme, i tre Gaue comprendevano 69 Ortsgruppen (gruppi locali): 40 a Gau Ost (17 a New York), 10 a Gau West e 19 a Gau Midwest. Ogni Gau aveva il proprio Gauleiter e personale per dirigere le operazioni del Bund nella regione in accordo con il Führerprinzip. La sede nazionale del Bund si trovava a New York City nel quartiere di Manhattan al 178 East 85th Street.
Il Bund ha istituito una serie di campi di addestramento, tra cui Camp Nordland nella contea di Sussex, New Jersey, Camp Siegfried a Yaphank, New York, Camp Hindenburg a Grafton, Wisconsin, e il Deutschhorst Country Club a Sellersville, Pennsylvania, Camp Bergwald in Bloomingdale, New Jersey, e Camp Highland a Windham, New York. Il Bund teneva manifestazioni con insegne e procedure naziste come il saluto hitleriano e ha attaccato l'amministrazione del presidente Franklin D. Roosevelt, i gruppi ebreo-americani, il comunismo, i sindacati "diretti da Mosca" e i boicottaggi americani delle merci tedesche. L'organizzazione affermò di mostrare la sua lealtà all'America esponendo la bandiera degli Stati Uniti accanto alla bandiera della Germania nazista alle riunioni del Bund e dichiarò che George Washington era "il primo fascista" che non credeva che la democrazia potesse funzionare.
Kuhn e alcuni altri Bundmen si recarono a Berlino per partecipare alle Olimpiadi estive del 1936. Durante il viaggio ha visitato la Cancelleria del Reich, dove è stata scattata una foto con Hitler. Questo atto non costituiva un'approvazione nazista ufficiale per l'organizzazione di Kuhn: l'ambasciatore tedesco negli Stati Uniti Hans-Heinrich Dieckhoff espresse la sua disapprovazione e preoccupazione per il gruppo a Berlino, causando sfiducia tra il Bund e il regime nazista. L'organizzazione non ha ricevuto alcun sostegno finanziario o verbale dalla Germania. In risposta all'indignazione dei veterani di guerra ebrei, nel 1938 il Congresso approvò la legge sulla registrazione degli agenti stranieri che richiedeva ad essi di registrarsi presso il Dipartimento di Stato. Il 1 marzo 1938, il governo nazista decretò che nessun Reichsdeutsche [i tedeschi etnici cittadini del Reich] potesse essere membro del Bund e che nessun emblema nazista dovesse essere utilizzato dall'organizzazione. Ciò è stato fatto sia per placare gli Stati Uniti sia per allontanare la Germania dal Bund, che era sempre più motivo di imbarazzo con la sua retorica e le sue azioni. Il Bund tenne la sua sesta convention annuale all'inizio di settembre 1938 a New York.
Probabilmente, l'apice delle attività del Bund fu la manifestazione al Madison Square Garden di New York City il 20 febbraio 1939. Circa 20.000 persone parteciparono e ascoltarono Gerhard Wilhelm Kunze, l'ufficiale nazionale per le pubbliche relazioni del Bund, criticare il presidente Roosevelt riferendosi ripetutamente a lui come "Frank D. Rosenfeld", definendo il suo New Deal "Jew Deal" e denunciando quella che credeva essere la leadership bolscevico-ebraica americana. La cosa più scioccante per la sensibilità americana fu lo scoppio della violenza tra i manifestanti e le truppe d'assalto del Bund. Il raduno è stato oggetto del breve documentario del 2017 A Night at the Garden di Marshall Curry.

### Declino
Nel 1939, un'indagine fiscale di New York affermò che Kuhn aveva sottratto oltre $ 14.000 dal Bund (equivalenti a $ 295.000 nel 2022). Il Bund non ha cercato di far processare Kuhn, operando in base al principio (Führerprinzip) che il leader avesse il potere assoluto. Tuttavia, il procuratore distrettuale di New York City lo ha perseguito nel tentativo di paralizzare il Bund. Il 5 dicembre 1939 Kuhn fu condannato da due anni e mezzo a cinque anni di carcere per evasione fiscale e appropriazione indebita.
I nuovi leader del Bund hanno sostituito Kuhn, in particolare Gerhard Kunze, ma solo per brevi periodi. Un anno dopo lo scoppio della seconda guerra mondiale, il Congresso ha promulgato una leva militare in tempo di pace nel settembre 1940. Il Bund ha consigliato ai membri in età di leva di eludere la coscrizione, un reato punibile con un massimo di cinque anni di carcere e una multa di $ 10.000. Gerhard Kunze fuggì in Messico nel novembre 1941. Tuttavia, le autorità messicane lo costrinsero a tornare negli Stati Uniti, dove fu condannato a 15 anni di carcere per spionaggio.
Il membro del Congresso degli Stati Uniti Martin Dies (D-Texas) e il suo comitato interno per le attività antiamericane furono attivi nel negare a qualsiasi organizzazione simpatizzante dei nazisti la capacità di operare liberamente durante la seconda guerra mondiale. Nell'ultima settimana di dicembre 1942, guidati dalla giornalista Dorothy Thompson, cinquanta importanti tedeschi-americani (inclusa l'icona del baseball Babe Ruth) firmarono una "Dichiarazione di Natale di uomini e donne di origine tedesca" che condannava il nazismo, che apparve su dieci dei principali quotidiani americani.
Mentre Kuhn era in prigione, la sua cittadinanza fu annullata il 1 giugno 1943. Al suo rilascio dopo aver scontato 43 mesi nella prigione di stato, Kuhn fu nuovamente arrestato il 21 giugno 1943, come straniero nemico e internato dal governo federale a un campo a Crystal City, Texas. Dopo la guerra, Kuhn fu internato a Ellis Island e deportato in Germania il 15 settembre 1945. Morì il 14 dicembre 1951 a Monaco, nella Germania Ovest.
Secondo lo storico Leland V. Bell, George Froboese, il leader del gruppo del Midwest (che si era recato alle Olimpiadi di Berlino del 1936 con Kuhn per incontrare Hitler) e "alcuni bundisti meno conosciuti si suicidarono" e "ad alcuni bundisti è stata revocata la naturalizzazione e hanno trascorso alcuni mesi nei campi di detenzione". Inoltre, 24 ufficiali dell'organizzazione sono stati condannati per cospirazione per violare il Selective Service Act del 1940 nel 1942. Tutti gli imputati hanno ricevuto le condanne massime di 5 anni consentite con l'accusa. Tuttavia, furono rilasciati dopo che le loro condanne furono annullate in una decisione 5-4 dalla Corte Suprema degli Stati Uniti d'America nel giugno 1945.